# Lektionar 1681
Lektionar 1681, oder ℓ 1681 in der Gregory-Aland-Nummerierung ist ein griechisches Manuskript des Neuen Testaments auf Papierseiten, die durch Paläographie auf das 15. Jahrhundert datiert wurde.

## Beschreibung
Das Lektionar ist in griechischen Kleinbuchstaben (Minuskeln) auf 186 Blättern (21,5 cm × 15 cm) beschrieben. Jede Seite besitzt eine Spalte mit 26–28 Zeilen. Der Kodex enthält einige Lektionen aus den vier Evangelien (Evangelistarium, siehe Lektionar). 
Der Kodex befindet sich heute im Bibelmuseum (MS. 12) in Münster.